# Mohamed Ali Alabbar
Mohammed bin Ali Al Abbar (Dubai, 8 november 1956) is een Emiratisch zakenman en projectontwikkelaar. Hij is de oprichter en voorzitter van Emaar Properties, een van de grootste vastgoedbedrijven in het Midden-Oosten. Onder zijn leiding werden iconische projecten in Dubai gerealiseerd, waaronder de Burj Khalifa en The Dubai Mall.

## Biografie
Alabbar werd geboren in Dubai, destijds onderdeel van de Trucial States. Hij studeerde bedrijfskunde aan de Seattle University in de Verenigde Staten, waar hij in 1981 afstudeerde. Na terugkeer in de Verenigde Arabische Emiraten begon hij zijn loopbaan bij de Centrale Bank van de VAE. Later werd hij economisch adviseur van sjeik Mohammed bin Rashid Al Maktoum, de heerser van Dubai.

## Carrière
In 1997 richtte Alabbar Emaar Properties op. Het bedrijf groeide snel uit tot een van de meest invloedrijke vastgoedontwikkelaars in de regio. Emaar was verantwoordelijk voor de bouw van de Burj Khalifa, het hoogste gebouw ter wereld, en The Dubai Mall, een van de grootste winkelcentra ter wereld. Daarnaast ontwikkelde het bedrijf talloze residentiële wijken en luxe resorts, zowel in de VAE als internationaal.
Naast Emaar is Alabbar betrokken bij andere ondernemingen, waaronder de oprichting van het e-commerce-platform Noon.com in 2017. Ook is hij actief in de voedings- en detailhandel via Alabbar Enterprises.

## Invloed en erkenning
Alabbar wordt beschouwd als een van de meest invloedrijke zakenmensen in het Midden-Oosten. Zijn projecten hebben een belangrijke bijdrage geleverd aan de economische en toeristische ontwikkeling van Dubai. Hij staat regelmatig vermeld in lijsten van invloedrijke ondernemers, onder meer door Forbes en Arabian Business.